# R: Racing Evolution
R: Racing Evolution è un simulatore di guida sviluppato e distribuito dalla Namco nel 2003 per PlayStation 2, Xbox e GameCube.
Fa parte della serie di Ridge Racer, anche se è dotato di una trama a parte.

## Trama
Per richiamarsi al TOCA Race Driver della Codemasters, gli sviluppatori hanno anche inserito una trama che si dipana su 13 capitoli. Nel videogioco si interpreterà Rena Hayami, pilota di ambulanze nipponica. Essa, durante una chiamata di emergenza, viene notata da uno dei team manager della squadra G.V.I., Stephan Garnier, il quale le propone di entrare a far parte della squadra. inizierà così la sua scalata al mondo delle corse automobilistiche.

## Tecnologia
Il motore grafico del gioco è derivato da quello impiegato per MotoGP. Tale scelta è stata decisa per puntare ad una grafica più realistica rispetto a quella impiegata nel precedente Ridge Racer V. Il risultato è stato ambivalente secondo la critica, in quanto la resa grafica si è avvicinata a quella di Gran Turismo 3: A-Spec, ma nonostante questo sono rimaste diverse sbavature.
Il sistema di controllo è stato altamente criticato, in quanto è stato valutato mal calibrato sia con tutti gli aiuti alla guida attivi che disattivi, proponendo in questo modo un modello di guida approssimativo.
Il comparto sonoro è tra gli aspetti più apprezzati invece, sia dal punto di vista musicale (Con il sound staff che è stato diretto da Hiroshi Okubo) che da quello ambientale e motoristico. Molto apprezzato è stato anche il doppiaggio.
Altro aspetto molto apprezzato è l'intelligenza artificiale degli avversari, basato su di un sistema di pressione. Più si mette pressione ad un pilota avversario, più c'è la possibilità che commetta errori di guida.

## Modalità di gioco
Oltre alla modalità carriera, è presente anche la modalità evento, la quale presenta una grande varietà di sfide da affrontare su 14 tracciati reali o di fantasia a bordo di 37 diverse vetture appartenenti a otto categorie diverse, tutte potenziabili nei parametri di peso e potenza. Compaiono inoltre le modalità Time Attack e Versus per due giocatori.

## Vetture
Di seguito la lista delle vetture disponibili:
- BMW M3 GTR
- BMW McLaren F1
- Chevrolet Corvette C5-R
- De Tomaso Pantera GT5-S
- Dodge Viper Competition Coupe
- Honda NSX Takata Dome
- Nissan Skyline GT-R Calsonic
- Saleen S7 R
- Toyota Supra Esso Ultraflo
- Volkswagen W12
- Alfa Romeo 156 GTA
- Dodge Charger R/T
- Honda S2000
- Lotus Elise Sport
- Mazda RX-7 R-Spec
- Mitsubishi Lancer Evolution
- Nissan 350Z
- Peugeot 206
- Shelby Mustang GT500
- Subaru Impreza WRX STi
- Audi TT Coupé 1.8T quattro
- Honda Integra Type R
- Mini Cooper S
- TRD VM180
- Audi R8
- Bentley Speed 8
- Advan Kondo S101
- Ford Focus RS WRC
- Peugeot 206 WRC
- Alfa Romeo Giulia GTA 1300 Junior
- Fiat 500 F
- Alpine A110
- DeLorean DMC-12[3]